# Joel Nordenberg
Joel Alexander Nordenberg, född 7 mars 2003 i Stockholm, är en svensk sångare och ungdomsledare, som deltog i Idol 2024. Han var tillsammans med de andra Idol-deltagarna Margaux Flavet och Minou Nilsson, en av finalisterna i den stora säsongsfinalen den 7 december 2024. Han slutade på en andraplats i denna säsongsfinal, där han slutligen ställdes mot segraren Margaux Flavet.